# Ať začne slavnost...
Ať začne slavnost… (originální francouzský název Que la fête commence...) je francouzský historický film z roku 1975, který režíroval Bertrand Tavernier podle vlastního scénáře. Film zobrazuje dobu regentství Filipa II. Orleánského a prudký kariérní vzestup pozdějšího prvního ministra, kardinála Duboise. Vychází ze skutečných historických událostí, jakým bylo tzv. Pontcallecovo spiknutí.
Hlavní role ztvárnila trojice herců Philippe Noiret, Jean Rochefort a Jean-Pierre Marielle. Film byl v čtyřech kategoriích oceněn Césarem.

## Děj
Po smrti krále Ludvíka XIV., během nezletilosti Ludvíka XV. nastává ve Francii období regentství, kdy je veškerá moc v zemi soustředěna do rukou zajímavého, na jedné straně vzdělaného a spravedlivého, na straně druhé morálně zpustlého člověka, Filipa II. Orleánského, regenta království. O jeho přízeň usiluje také bezskrupulózní, ale mimořádně ambiciózní regentův ministr, abbé Dubois, který na něj naléhá, aby jej jmenoval arcibiskupem z Cambrai.
Ve stejné době organizuje markýz de Pontcallec, chudý bretaňský šlechtic, tzv. Pontcallecovo spiknutí, spojení Bretaně a Španělska v opozici vůči regentovi. I když je spiknutí svým skutečným rozsahem úplně neškodné (jde o spojenectví několika jednotlivců), Dubois ve snaze připsat si zásluhu na záchraně země, zveličí rozsah spiknutí a prosadí Pontcallecovu popravu, a to i k nevůli samotného regenta, přičemž k dosažení tohoto cíle neváhá použít jakýchkoli prostředků. Později se Dubois skutečně stává arcibiskupem (a také kardinálem).
Film realistickým způsobem zobrazuje nemorálnost údobí Filipova regentství. Samotné zakončení filmu však přesto zobrazuje rostoucí nespokojenost samotného regenta nad tehdejším stylem života vyšší společnosti a také rostoucí hněv lidu dává tušit budoucí historické změny.

## Obsazení
| Philippe Noiret      | regent Filip II. Orleánský        |
| Jean Rochefort       | abbé Dubois                       |
| Jean-Pierre Marielle | markýz de Pontcallec              |
| Christine Pascal     | Émilie                            |
| Alfred Adam          | François de Neufville de Villeroy |
| Jean-Roger Caussimon | kardinál                          |
| Gérard Desarthe      | vévoda de Bourbon                 |
| Michel Beaune        | kapitán La Griollais              |
| Monique Chaumette    |                                   |
| Thierry Lhermitte    | hrabě de Horn                     |

## Ocenění

### César 1976
Ocenění
- César pro nejlepšího herce ve vedlejší roli – Jean Rochefort
- César pro nejlepšího režiséra – Betrand Tavernier
- César pro nejlepší původní scénář nebo adaptaci – Bertrand Tavernier a Jean Aurenche
- César pro nejlepší výpravu – Pierre Guffroy

Nominace
- César pro nejlepší herečku ve vedlejší roli – Christine Pascal
- César pro nejlepší filmovou hudbu – Filip II. Orleánský a Antoine Duhamel

### Jiná ocenění
- Prix Méliès – 1975

## Zajímavosti
- hlavní role hraje trojice herců Philippe Noiret, Jean Rochefort a Jean-Pierre Marielle, ale v žádné scéně se nesetkají všichni tři najednou. Pontcallec je jen v jedné scéně velmi krátce s Duboisem a regenta nepotká dokonce vůbec. Tito herci byli ve skutečném životě přátelé a o dvacet let později, ve filmu Velká cesta režiséra Patrica Leconta z roku 1996 se už setkali všichni pohromadě.
- Noiretův kostým Filipa II. Orleánského byl v roce 1997 znovu použit ve filmu Hrbáč.
- ve filmu hraje několik členů pozdější divadelní formace Splendid: Thierry Lhermitte, Christian Clavier, Michel Blanc a též Gérard Jugnot.
- natáčení probíhalo od 16. září do 9. listopadu 1974 na mnoha místech Francie: Morbihan, Monts d'Arrée (Mont Saint-Michel de Brasparts), château de Tonquédec (Côtes-d'Armor), Abbaye de Fontevraud.
- většina hudby ve filmu je skutečným dílem regenta Filipa II. Orleánského, nepříliš významného hudebního skladatele své doby. Píseň o markýzi de Pontcallec, Gwerz marv Pontkallek (Complainte de la mort de Pontcallec), zpívá Gilles Servat. Při prvním ročníku udílení Césarů byl film nominován v kategorii nejlepší hudba. V historii Césarů šlo o ojedinělý případ, kdy nominaci za hudbu získala dávno zesnulá osobnost.
- průběhu natáčení věnoval velký prostor Philippe Noiret ve svých pamětech, kde se film připomíná pod názvem Slavnost začíná.[1]